# روبرت جيبسون
روبرت جيبسون (1801 - ) (بالإنجليزية: Robert Gibson)‏ هو لاعب كريكت بريطاني.